# Valiato del Archipiélago
El valiato del Archipiélago (en turco otomano: ولايت جزائر بحر سفيد‎, Vilâyet-i Cezair-i Bahr-i Sefid; "valiato de las islas del mar Mediterráneo") fue una división administrativa de primer nivel (vilayet) del Imperio otomano existente desde 1867 hasta 1912-1913, incluidas, en su máxima extensión, las islas otomanas del Egeo, Chipre y el estrecho de los Dardanelos. 
A principios del siglo XX, según se informa, tenía un área de 4963 millas cuadradas (12 854,2 km²), mientras que los resultados preliminares del primer censo otomano de 1885 (publicado en 1908) dieron una población de 325 866. La precisión de las cifras de población varía de "aproximada" a "meramente conjetura" según la región de la que se obtuvieron. 

## Historia
Fue establecido en 1867 como el sucesor del homónimo "eyalato del Archipiélago", que se estableció en 1533. Hasta 1876/7, cuando fue transferido al valiato de Estambul, el sanjacado (subprovincia) de Biga fue la capital (pasha-sanjak), con la sede del gobernador en Kale-i Sultaniye, mientras que el otro sanjacados eran los de Rodos (Rodas), Midilli (Lesbos), Sakiz (Quíos), Limni (Lemnos) y Kıbrıs (Chipre). 
Chipre, que había sido gobernado como un mutasarrifato independiente bajo la jurisdicción directa de la Puerta desde 1861, fue incluido en el valiato en abril de 1868, sólo para convertirse en un mutasarrifato separado nuevamente después de 1870. En 1878, Chipre quedó bajo dominio británico. Después de la separación de Biga, Rodas se convirtió en pasha-sanjak, luego en Quíos en 1880 y luego nuevamente en Rodas en 1888.
Las islas del Dodecaneso fueron ocupadas por Italia durante la guerra ítalo-turca de 1911-1912, y las islas restantes del este del Egeo fueron capturadas por Grecia durante la Primera Guerra Balcánica (1912-1913), lo que llevó a la disolución del valiato. De las islas del Egeo, Imbros y Ténedos quedaron finalmente bajo el dominio turco según el tratado de Lausana (1923), mientras que el Dodecaneso pasó a Grecia después de la Segunda Guerra Mundial. 

## Divisiones administrativas
Sanjacados hasta 1876:
1. Sanjacado de Biga (pasha-sanjak)
2. Sanjacado de Rodas
3. Sanjacado de Midilli
4. Sanjacado de Sakiz
5. Sanjacado de Lemnos
6. Sanjacado de Chipre